# Flores (departament)
Flores – urugwajski departament położony w południowo-zachodniej części 
kraju. Sąsiaduje z następującymi departamentami: na zachodzie z Soriano, na północy z Río Negro oraz z Durazno, na zachodzie sąsiaduje z Florida, a na południu z San José oraz nieznacznie z Colonia.
Ośrodkiem administracyjnym oraz największym miastem tego najmłodszego, bo powstałego w 1885 r. departamentu jest Trinidad.
Powierzchnia Flores wynosi 5 144 km². W 2004 r. departament był zamieszkany przez 25 104 osoby, co dawało gęstość zaludnienia 4,9 mieszk./km².